# Acutipula
Acutipula is een ondergeslacht van het geslacht van insecten Tipula in de familie langpootmuggen (Tipulidae).

## Soorten
Deze lijst van 187 stuks is mogelijk niet compleet.
- T. (Acutipula) aktashi (Koc, 1998)
- T. (Acutipula) alboplagiata (Alexander, 1935)
- T. (Acutipula) alphaspis (Speiser, 1909)
- T. (Acutipula) amissa (Alexander, 1960)
- T. (Acutipula) amymona (Alexander, 1951)
- T. (Acutipula) amytis (Alexander, 1933)
- T. (Acutipula) angolana (Alexander, 1963)
- T. (Acutipula) anormalipennis (Pierre, 1924)
- T. (Acutipula) apicidenticulata (Yang and Yang, 1995)
- T. (Acutipula) atuntzuensis (Edwards, 1928)
- T. (Acutipula) auspicis (Alexander, 1950)
- T. (Acutipula) bakundu (de Jong, 1984)
- T. (Acutipula) bamileke (de Jong, 1984)
- T. (Acutipula) bantu (Alexander, 1956)
- T. (Acutipula) bartletti (Alexander, 1920)
- T. (Acutipula) basispinosa (Alexander, 1970)
- T. (Acutipula) bicompressa (Alexander, 1950)
- T. (Acutipula) bihastata (Alexander, 1941)
- T. (Acutipula) bioculata (Alexander, 1960)
- T. (Acutipula) bipenicillata (Alexander, 1924)
- T. (Acutipula) biramosa (Alexander, 1933)
- T. (Acutipula) bistripunctata (Speiser, 1909)
- T. (Acutipula) bistyligera (Alexander, 1935)
- T. (Acutipula) brunnirostris (Edwards, 1928)
- T. (Acutipula) bubiana (de Jong, 1984)
- T. (Acutipula) bubo (Alexander, 1918)
- T. (Acutipula) buboda (Yang and Yang, 1992)
- T. (Acutipula) bulbifera (Alexander, 1953)
- T. (Acutipula) calcar (Alexander, 1958)
- T. (Acutipula) camerounensis (Alexander, 1921)
- T. (Acutipula) captiosa (Alexander, 1936)
- T. (Acutipula) centroproducta (Alexander, 1972)
- T. (Acutipula) cinnamomea (Riedel, 1914)
- T. (Acutipula) citae (Oosterbroek and Vermoolen, 1990)
- T. (Acutipula) cockerelliana (Alexander, 1925)
- T. (Acutipula) coeana (Alexander, 1966)
- T. (Acutipula) corsica (Pierre, 1921)
- T. (Acutipula) cranicornuta (Yang and Yang, 1992)
- T. (Acutipula) cretensis (Vermoolen, 1983)
- T. (Acutipula) cypriensis (Vermoolen, 1983)
- T. (Acutipula) chaniae (Alexander, 1956)
- T. (Acutipula) dahomiensis (Alexander, 1920)
- T. (Acutipula) desidiosa (Alexander, 1933)
- T. (Acutipula) deva (Alexander, 1952)
- T. (Acutipula) dicladura (Alexander, 1934)
- T. (Acutipula) diclava (Alexander, 1922)
- T. (Acutipula) dichroa (Bezzi, 1906)
- T. (Acutipula) doriae (Pierre, 1926)
- T. (Acutipula) echo (Alexander, 1961)
- T. (Acutipula) ellenbergeri (Alexander, 1920)
- T. (Acutipula) ellioti (Alexander, 1920)
- T. (Acutipula) epicaste (Alexander, 1952)
- T. (Acutipula) epularis (Alexander, 1953)
- T. (Acutipula) forticauda (Alexander, 1936)
- T. (Acutipula) fulani (Alexander, 1975)
- T. (Acutipula) fulvipennis (De Geer, 1776)
- T. (Acutipula) fumicosta (Brunetti, 1918)
- T. (Acutipula) fumivena (Alexander, 1958)
- T. (Acutipula) furvimarginata (Yang and Yang, 1992)
- T. (Acutipula) gaboonensis (Alexander, 1920)
- T. (Acutipula) gansuensis (Yang and Yang, 1995)
- T. (Acutipula) gemma (Alexander, 1953)
- T. (Acutipula) globicauda (Alexander, 1960)
- T. (Acutipula) gola (Alexander, 1958)
- T. (Acutipula) grahamiana (Alexander, 1964)
- T. (Acutipula) graphiptera (Alexander, 1933)
- T. (Acutipula) guizhouensis (Yang, 2006)
- T. (Acutipula) hardeana (Alexander, 1978)
- T. (Acutipula) hemmingseniana (Alexander, 1961)
- T. (Acutipula) hokusaii (de Jong, 1984)
- T. (Acutipula) hova (Alexander, 1920)
- T. (Acutipula) hubeiana (Yang and Yang, 1992)
- T. (Acutipula) incorrupta (Alexander, 1933)
- T. (Acutipula) indra (Alexander, 1961)
- T. (Acutipula) intacta (Alexander, 1933)
- T. (Acutipula) interrupta (Brunetti, 1911)
- T. (Acutipula) irrequieta (Alexander, 1936)
- T. (Acutipula) ismene (Mannheims, 1969)
- T. (Acutipula) isparta (Vermoolen, 1983)
- T. (Acutipula) iyala (Alexander, 1974)
- T. (Acutipula) jacobsoni (Edwards, 1919)
- T. (Acutipula) jocosa (Alexander, 1917)
- T. (Acutipula) kenia (Alexander, 1920)
- T. (Acutipula) kinangopensis (Riedel, 1914)
- T. (Acutipula) kumpa (Alexander, 1961)
- T. (Acutipula) kuzuensis (Alexander, 1918)
- T. (Acutipula) lambertoniana (Alexander, 1955)
- T. (Acutipula) langi (Alexander, 1920)
- T. (Acutipula) latifasciata (Alexander, 1933)
- T. (Acutipula) latifurca (Vermoolen, 1983)
- T. (Acutipula) leonensis (Alexander, 1920)
- T. (Acutipula) leptoneura (Alexander, 1922)
- T. (Acutipula) levicula (Alexander, 1972)
- T. (Acutipula) lhabu (Alexander, 1970)
- T. (Acutipula) libanica (Vermoolen, 1983)
- T. (Acutipula) lieftinckiana (Alexander, 1944)
- T. (Acutipula) linneana (Alexander, 1966)
- T. (Acutipula) longispina (Yang, 2006)
- T. (Acutipula) loveridgei (Alexander, 1972)
- T. (Acutipula) luctuosa (Mannheims, 1964)
- T. (Acutipula) luna (Westhoff, 1879)
- T. (Acutipula) luteinotalis (Alexander, 1941)
- T. (Acutipula) macra (Savchenko, 1961)
- T. (Acutipula) mannheimsiana (Alexander, 1953)
- T. (Acutipula) masai (Alexander, 1920)
- T. (Acutipula) medivittata (Yang and Yang, 1995)
- T. (Acutipula) megaleuca (Alexander, 1933)
- T. (Acutipula) melampodia (Alexander, 1935)
- T. (Acutipula) meliuscula (Alexander, 1920)
- T. (Acutipula) milanjensis (Alexander, 1920)
- T. (Acutipula) milanjii (Alexander, 1920)
- T. (Acutipula) mogul (Alexander, 1970)
- T. (Acutipula) mungo (de Jong, 1984)
- T. (Acutipula) natalia (Alexander, 1956)
- T. (Acutipula) neavei (Alexander, 1920)
- T. (Acutipula) nevada (Dufour, 1990)
- T. (Acutipula) niethammeri (Mannheims, 1969)
- T. (Acutipula) nigroantennata (Savchenko, 1961)
- T. (Acutipula) nyasae (Alexander, 1920)
- T. (Acutipula) obex (Alexander, 1960)
- T. (Acutipula) obtusiloba (Alexander, 1934)
- T. (Acutipula) octoplagiata (Alexander, 1951)
- T. (Acutipula) omeiensis (Alexander, 1934)
- T. (Acutipula) oncerodes (Alexander, 1933)
- T. (Acutipula) oryx (Alexander, 1921)
- T. (Acutipula) paria (Speiser, 1909)
- T. (Acutipula) persegnis (Alexander, 1945)
- T. (Acutipula) pertinax (Alexander, 1936)
- T. (Acutipula) phaeocera (Alexander, 1958)
- T. (Acutipula) phaeoleuca (Alexander, 1940)
- T. (Acutipula) platycantha (Alexander, 1934)
- T. (Acutipula) pomposa (Bergroth, 1888)
- T. (Acutipula) princeps (Brunetti, 1912)
- T. (Acutipula) pseudacanthophora (Yang and Yang, 1993)
- T. (Acutipula) pseudocockerelliana (Yang and Yang, 1995)
- T. (Acutipula) pseudofulvipennis (de Meijere, 1919)
- T. (Acutipula) punctoargentea (Alexander, 1960)
- T. (Acutipula) quadrifulva (Edwards, 1921)
- T. (Acutipula) quadrinotata (Brunetti, 1912)
- T. (Acutipula) radha (Alexander, 1952)
- T. (Acutipula) receptor (Alexander, 1941)
- T. (Acutipula) repanda (Loew, 1864)
- T. (Acutipula) repentina (Mannheims, 1952)
- T. (Acutipula) rifensis (Theowald and Oosterbroek, 1980)
- T. (Acutipula) robusta (Brunetti, 1911)
- T. (Acutipula) ruwenzori (Alexander, 1920)
- T. (Acutipula) saitamae (Alexander, 1920)
- T. (Acutipula) schizostyla (Alexander, 1956)
- T. (Acutipula) schmidti (Mannheims, 1952)
- T. (Acutipula) schulteni (Theowald, 1983)
- T. (Acutipula) sicula (Alexander, 1961)
- T. (Acutipula) sichuanensis (Yang and Yang, 1991)
- T. (Acutipula) silinda (Alexander, 1920)
- T. (Acutipula) sinarctica (Yang and Yang, 1993)
- T. (Acutipula) sircari (Alexander, 1953)
- T. (Acutipula) sjostedti (Alexander, 1924)
- T. (Acutipula) sogana (Alexander, 1965)
- T. (Acutipula) stenacantha (Alexander, 1937)
- T. (Acutipula) stenoterga (Alexander, 1941)
- T. (Acutipula) subintacta (Alexander, 1936)
- T. (Acutipula) subturbida (Alexander, 1933)
- T. (Acutipula) subvernalis (Alexander, 1927)
- T. (Acutipula) takahashii (Alexander, 1971)
- T. (Acutipula) tananarivia (Alexander, 1960)
- T. (Acutipula) tenuicornis (Schummel, 1833)
- T. (Acutipula) tigon (Alexander, 1976)
- T. (Acutipula) tokionis (Alexander, 1920)
- T. (Acutipula) transcaucasica (Savchenko, 1961)
- T. (Acutipula) triangulifera (Loew, 1864)
- T. (Acutipula) triplaca (Alexander, 1961)
- T. (Acutipula) triscopula (Alexander, 1970)
- T. (Acutipula) turbida (Alexander, 1924)
- T. (Acutipula) uluguruensis (Alexander, 1962)
- T. (Acutipula) umbrinoides (Alexander, 1915)
- T. (Acutipula) urundiana (Alexander, 1955)
- T. (Acutipula) vadoni (Alexander, 1955)
- T. (Acutipula) vana (Alexander, 1934)
- T. (Acutipula) vanewrighti (Oosterbroek, 1986)
- T. (Acutipula) vanstraeleni (Alexander, 1956)
- T. (Acutipula) velutina (Walker, 1848)
- T. (Acutipula) victoria (Alexander, 1920)
- T. (Acutipula) vittata (Meigen, 1804)
- T. (Acutipula) yoruba (Alexander, 1976)
- T. (Acutipula) yunnanica (Edwards, 1928)
- T. (Acutipula) zambeziensis (Alexander, 1917)
- T. (Acutipula) zhaojuensis (Yang and Yang, 1991)
- T. (Acutipula) zuluensis (Alexander, 1956)